# ژوئن ۲۰۱۰
ژوئن ۲۰۱۰ یکی از ماه‌های ۲۰۱۰ (میلادی) است.

## ۱ ژوئن۲۰۱۰
- استقبال از منوچهر متکی در پارلمان اروپا با عکس ندا آقاسلطان

منوچهر متکی که به منظور دیدار و گفتگو با چند مقام غربی به اروپا سفر کرده است، هنگام ورود به مقر پارلمان اروپا با نمایندگانی روبرو شد که تصاویری از ندا آقاسلطان در دست داشتند. استروان استيونسون، نماینده حزب محافظه کار بریتانیا در پارلمان اروپا نیز، در حالی که عکس ندا آقاسلطان را در دست داشت، به حضور وزیر خارجه جمهوری اسلامی در پارلمان اروپا اعتراض کرد و منوچهر  متکی را «آدمکش» خطاب کرد. رادیو فردا رادیو زمانه
- آژانس بین‌المللی انرژی اتمی: ایران برنامه تولید سوخت ۲۰ درصدی را گسترش داده است

آژانس بین‌المللی انرژی اتمی در گزارش جدید خود درباره برنامه هسته‌ای  ایران ضمن اعلام نصب  تجهیزات بیشتر برای غنی سازی اورانیوم توسط ایران ،افزود که همچنان نگران ماهیت برنامه اتمی ایران و فعالیت‌های احتمالی گذشته یا حال موسسات نظامی این کشور برای تولید کلاهک اتمی است و همچنین  ایران برای تایید صلح آمیز بودن فعالیت‌هایش «همکاری‌های لازم» را نداشته‌است.بی بی سی فارسی
- مصر گذرگاه مرزی با نوار غزه را بازگشایی کرد

حسنی مبارک ، رئیس جمهوری مصر،دستور بازگشایی گذرگاه مرزی رفح را به منظور انتقال دارو و سایر کمک‌های بشردوستانه به نوار غزه و ورود بیماران فلسطینی به مصر، صادر کرد.بی بی سی فارسی
- اعتصاب سراسری مردم نوار غزه

تمامی مناطق نوار غزه برای همبستگی با مردم غزه اعتصاب سراسری كردند. در کنار این، خيمه‌ای بزرگ در بندر غزه تدارك ديده شده كه برای استقبال از ناوگان آزادی آماده شده است. مردم فلسطین روز گذشته در قدس شرقی نيز در واكنش به كشتار فعالان صلح حامل كمك‌های بشردوستانه به مردم غزه مغازه‌های خود را تعطيل و اعتصاب كردند كه اين مساله سبب فلج شدن روند عادی شهر شد. همچنین دهها تن از مردم غزه با تجمع در برابر مقر صليب سرخ بين‌المللی ، تصميم خود را برای اعتصاب غذا در حمايت از اسرای فلسطينی دربند اسرائیل، اعلام كردند. الف فارسایرنا
- تأیید حکم زندان و شلاق برای محمد نوری زاد

دادگاه تجدید نظر تهران با تأیید  حکم دادگاه بدوی در مورد محمد نوری زاد، نویسنده و فیلمساز ایرانی، او را به تحمل سه و نیم سال زندان و ۵۰ ضربه شلاق محکوم کرد.بی بی سی فارسی
- شورای امنیت کشته شدن سرنشینان کشتیهای عازم غزه را محکوم کرد

شورای امنیت پس از چند ساعت مذاکره در نشستی اضطراری که به درخواست دولت ترکیه برای بررسی عملیات مرگبار کماندوهای ارتش اسرائیل علیه چند شناور حامل کمک‌های بشردوستانه تشکیل شده بود، با صدور بیانیه‌ای از سوی رئیس شورا، عملیات منجر به تلفات غیرنظامی را محکوم کرده و خواستار تحقیقات در این زمینه شده‌است. رئیس شورای امنیت در بیانیه خود خواستار محکومیت کشته شدن سرنشینان کشتی‌ها «به شدیدترین لحن ممکن» شده و گفته‌است "شورای امنیت با عطف توجه به گزارش دبیرکل سازمان ملل در مورد لزوم انجام تحقیقات جامع در مورد این موضوع، خواستار تحقیقات فوری، بی طرفانه، معتبر و شفاف و منطبق با معیارهای بین المللی است،هنگام طرح پیشنهاد صدور قطعنامه یا بیانیه‌ای شدید اللحن علیه اسرائیل، امکان واکنش منفی ایالات متحده و رای منفی آن کشور مطرح شد و در نتیجه، محتوای بیانیه صادر شده به مراتب ملایم تر از متنی است که کشورهای عربی و ترکیه در محکومیت اقدام اسرائیل در نظر داشتند.بی بی سی
- واکنش‌ها به حمله اسرائیل به کشتی‌های امدادی عازم غزه

بسیاری از کشورها و نهادهای بین المللی، حمله کماندوهای اسرائیلی به کشتی‌های حامل مواد امدادی برای نوار غزه، را محکوم کردند. بی بی سی
 +  اطلاعات بیشتر
- لوئیز بورژوا پیکرتراش نامدار درگذشت

لوئیز بوروژوا، یکی از هنرمندان مشهور قرن بیستم، بامداد دوشنبه در سن ۹۸ سالگی درگذشت.آژانس خانم بورژوا طلاع داده‌است که این هنرمند فرانسوی - آمریکایی شامگاه شنبه به ایست قلبی دچار شد، و پس از سی ساعت جدال با مرگ، دوشنبه، ۲۹ مه در بیمارستان «بیت اسرائیل» نیویورک درگذشت.بی‌بی‌سی فارسی ،خبر آن لاین